# Палинићев грбовник
Палинићев грбовник, познат и као Codex Galeotović, те Пизарски грбовник, је грбовник рађен за породицу Војковић-Палинић. Састављен је крајем 16. или почетком 17. вијека и један је од бројних копија илирског грбовника.
Грбовник садржи 90 страница чије су димензије листа 15х10 cm и дати садржај се дијели на двије цјелине. Првих 47 страна су грбови (47 грбова) посвећених југоисточној Европи, и садрже грбове земаља и породица. Други дио чине преписи пјесама написаних на ћирилици (уставна и босанчица) и латиници, као и један ферман Мехмеда IV упућеног 1651. године кадијама Јајца и Бања Луке.
Чува се у архиву Хрватске академија знаности и умјетности у Загребу.